# منتخب جزيرة وايت لكرة القدم
منتخب جزيرة وايت لكرة القدم هو المنتخب الذي يمثل جزيرة وايت في منافسات ألعاب الجزر في كرة القدم وألتي فاز بها منتخب جزيرة وايت في سنتي 1995 و2011، هذا المنتخب ليس عضو في الفيفا و اليويفا بما أن الجزيرة جزء من إنجلترا.